# Касадор, Руй
Руй Мануэл Душ Сантуш Касадор (Руй Касадор; порт. Rui Manuel dos Santos Caçador; 29 октября, 1953, Визеу) — португальский тренер.

## Биография
Более 20 лет работал в системе сборной Португалии. Касадор возглавлял молодежную и юниорские национальные команды страны, являлся в них ассистентом наставников. Входил в тренерский штаб Умберту Коэлью в основной сборной на Чемпионате Европы 2000 года. На нем португальцы смогли завоевать бронзу.
В 1996 году Руй Касадор руководил сборной Мозамбика на Кубке африканских наций 1996 года в ЮАР. Перед турниром он заменил на этом посту россиянина Виктора Бондаренко, с которым она впервые за 12 лет успешно прошла отборочный турнир. По словам самого Бондаренко, его смена произошла после выделение Мозамбику большой финансовой помощи от Португальской футбольной федерации. Одним из ее условий стало приглашение на пост главного тренера своего специалиста. Ранее Касадор успешно работал с мозамбикскими командами.
В юниорских сборных своей страны наставник раскрыл многих звезд португальского футбола: Луиша Фигу, Руя Кошту, Жуана Пинту, Капушу и других.

## Достижения

### Тренера
- Чемпион Мозамбика (1): 1985.
- Обладатель Кубка Мозамбика (1): 1988.

### Ассистента
- Бронзовый призер Чемпионата Европы (1): 2000.